# Cruz de Corazón
Cruz de Corazón är en ort i Mexiko.   Den ligger i kommunen Ometepec och delstaten Guerrero, i den sydöstra delen av landet, 300 km söder om huvudstaden Mexico City. Cruz de Corazón ligger 351 meter över havet och antalet invånare är 505.
Terrängen runt Cruz de Corazón är huvudsakligen kuperad, men den allra närmaste omgivningen är platt. Runt Cruz de Corazón är det ganska tätbefolkat, med 129 invånare per kvadratkilometer. Närmaste större samhälle är Ometepec, 3,6 km öster om Cruz de Corazón. Omgivningarna runt Cruz de Corazón är en mosaik av jordbruksmark och naturlig växtlighet.